# Cryptachaea meraukensis
Espèce
Synonymes
- Achaearanea meraukensis Chrysanthus, 1963

Cryptachaea meraukensis est une espèce d'araignées aranéomorphes de la famille des Theridiidae.

## Distribution
Cette espèce est endémique de Nouvelle-Guinée.
Sa présence est affirmée par Ron Atkinson dans le Nord du Queensland en Australie mais elle n'est pas citée dans les espèces australiennes par Smith, Vink, Fitzgerald et Sirvid, 2012.

## Description
Cette espèce ne mesure 3 mm en moyenne pour les femelles et 2 mm pour les mâles.

## Taxinomie
Cette espèce a été décrite en 1963 par Pater Chrysanthus dans le genre Achaearanea, elle a été transférée dans le genre Cryptachaea par Hajime Yoshida en 2008.

## Étymologie
Son nom d'espèce, composé de merauke et du suffixe latin -ensis, « qui vit dans, qui habite », lui a été donné en référence au lieu de sa découverte : Merauke.

## Publication originale
- Chrysanthus, 1963 : Spiders from south New Guinea V. Nova Guinea, new series Zoology, vol. 24, p. 727-750.